# Feestdagen in het Verenigd Koninkrijk

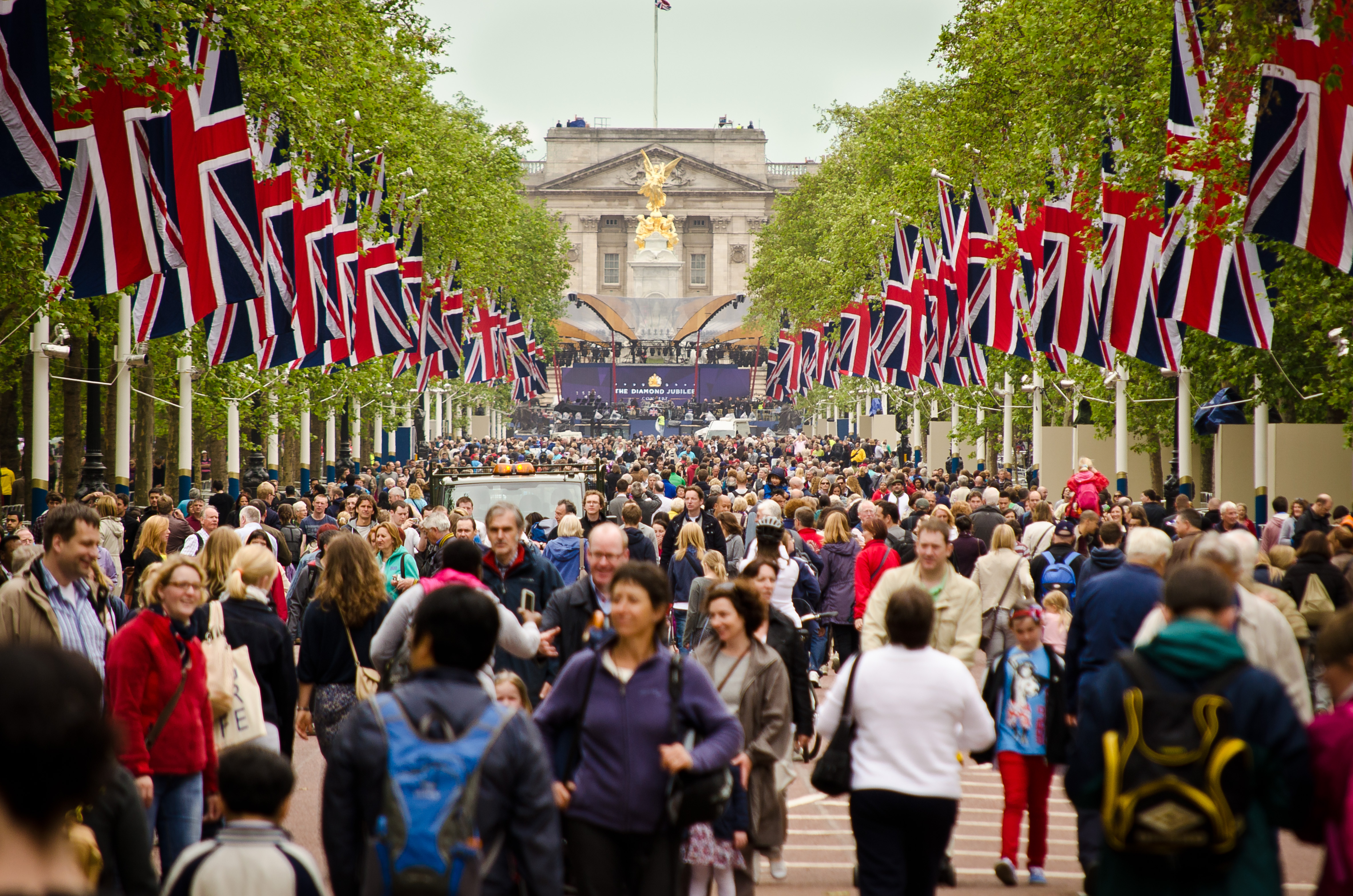
Viering van het Diamanten regeringsjubileum van Elizabeth II.

Deze pagina geeft een overzicht van de feestdagen van het Verenigd Koninkrijk.

## Nationale feestdagen
| Datum                        | Engelse naam           | Nederlandse naam       | Vlag van Engeland | Vlag van Schotland | Vlag van Wales | Vlag van Noord-Ierland |
| ---------------------------- | ---------------------- | ---------------------- | ----------------- | ------------------ | -------------- | ---------------------- |
| 1 januari                    | New Year's Day         | Nieuwjaarsdag          |                   |                    |                |                        |
| 2 januari                    | 2nd January            | 2 januari              |                   |                    |                |                        |
| 17 maart                     | St Patrick’s Day       | St. Patrick's Day      |                   |                    |                |                        |
| Variabel                     | Good Friday            | Goede vrijdag          |                   |                    |                |                        |
| Variabel                     | Easter Monday          | Paasmaandag            |                   |                    |                |                        |
| Eerste maandag van mei       | Early May bank holiday | Begin mei bank holiday |                   |                    |                |                        |
| Laatste maandag van mei      | Spring bank holiday    | Lente bank holiday     |                   |                    |                |                        |
| 12 juli                      | Battle of the Boyne    | Slag aan de Boyne      |                   |                    |                |                        |
| Eerste maandag van augustus  | Summer bank holiday    | Zomer bank holiday     |                   |                    |                |                        |
| Laatste maandag van augustus | Summer bank holiday    | Zomer bank holiday     |                   |                    |                |                        |
| 30 november                  | St Andrew’s Day        | St Andrew’s Day        |                   |                    |                |                        |
| 25 december                  | Christmas Day          | Kerstdag               |                   |                    |                |                        |
| 26 december                  | Boxing Day             | Boxing Day             |                   |                    |                |                        |

*Als een feestdag in het weekend valt, wordt die de eerstvolgende werkdag daarna ingehaald. In de praktijk is dit de eerstvolgende maandag erna, behalve bij nieuwjaar in Schotland en bij kerst. Als kerst op zaterdag en zondag valt, wordt dit op maandag en dinsdag ingehaald. Als kerst op zondag en maandag valt, wordt de dinsdag erna ook een feestdag. Dit geldt ook voor Nieuwjaar in Schotland.

## Eenmalige veranderingen
- In 2020 werd de bank holiday aan het begin van mei verplaatst naar vrijdag 8 mei ter ere van het 75-jarig jubileum van V-dag.[2]
- In 2022 werd op vrijdag 3 juni een extra feestdag ingevoegd ter ere van het Platina regeringsjubileum van Elizabeth II. De bank holiday van maandag 30 mei werd verplaatst naar donderdag 2 juni.[3]
- Maandag 19 september 2022 was een nationale vrije dag vanwege de begrafenis van koningin Elizabeth die op deze dag plaatsvond.[4]
- Maandag 8 mei 2023 was een bank holiday vanwege de kroning van koning Charles III twee dagen eerder.[5]

Albanië ·
Andorra ·
Armenië ·
Azerbeidzjan ·
België ·
Bosnië en Herzegovina ·
Bulgarije ·
Cyprus ·
Denemarken ·
Duitsland ·
Estland  ·
Finland ·
Frankrijk ·
Georgië ·
Griekenland ·
Hongarije ·
Ierland ·
IJsland ·
Italië ·
Kazachstan ·
Kosovo ·
Kroatië ·
Letland ·
Liechtenstein ·
Litouwen ·
Luxemburg ·
Malta ·
Moldavië ·
Monaco ·
Montenegro ·
Nederland ·
Noord-Macedonië ·
Noorwegen ·
Oekraïne ·
Oostenrijk ·
Polen ·
Portugal ·
Roemenië ·
Rusland ·
San Marino ·
Servië ·
Slovenië ·
Slowakije ·
Spanje ·
Tsjechië ·
Turkije ·
Vaticaanstad ·
Verenigd Koninkrijk ·
Wit-Rusland ·
Zweden ·
Zwitserland